# CS Cheminots (Basketball)
Die Basketballmannschaft des Club Sportif des Cheminots ist Teil des im Mégrine ansässigen Mehrspartenvereins Club Sportif des Cheminots. Die Abteilung wurde im Jahr 1942 ins Leben gerufen. Das Team tritt in der zweitklassigen Nationale 1 an.
In den 1970er-Jahren zählte der CS Cheminots zu den erfolgreichsten Basketballteams des Landes. In diesem Zeitraum gewann die Mannschaft zweimal die nationale Meisterschaft sowie zweimal den Landespokal. Darüber hinaus erreichte sie mehrfach das Finale beider Wettbewerbe.

## Erfolge

### Championnat de Tunisie
- Meister (2)
  - 1974, 1978
- Vizemeister (8)
  - 1971, 1972, 1973, 1975, 1977, 1979, 1990, 1997

### Coupe de Tunisie
- Pokalsieger (2)
  - 1975, 1976
- Finalist (4)
  - 1971, 1974, 1988, 1997